# Liparis atlanticus
Liparis atlanticus is een straalvinnige vissensoort uit de familie van snotolven (Cyclopteridae). De wetenschappelijke naam van de soort is voor het eerst geldig gepubliceerd in 1898 door Jordan & Evermann.